# Jan Wijnants
Jan Wijnants (også Wynants, født 1632 i Haarlem, død 23. januar 1684 i Amsterdam) var en nederlandsk maler.
Han efterlod arbejder, som er daterede mellem 1641 og 1679 og virkede i Haarlem og i Amsterdam. Han malede landskaber, hvor mennesker og dyr indsattes af Philip Wouwerman, Jan Lingelbach, B. Gaal og Adrian van de Velde. Hans tidlige malerier er varme og saftige i farven og havde en lukket baggrund; hans senere, mest kendte og ansete arbejder viser åbne steder under klar eller halvklar himmel, trægrupper på den ene side, fri udsigt på den anden, lette trækroner og omhyggeligt gengivne stammer, alt med fast form og kølig farveskala. Af hans mange arbejder findes flere i München (som Landskab med jagthund), i Sankt Petersborg (som Bondegård, 1656), i Amsterdams Rijksmuseum (som Vej ved skovbrynet, 1668 og et karakteristisk Landskab, 1669). Desuden findes malerier af ham i Wien, Dresden, Berlin, London, Haag, København samt i Stockholms Nationalmuseum: Bondegård, Vej gennem egeskov, Vej gennem dynerne og Bakke med udsigt over en flod og en bjergås.

## Værker
- Landskab med en ruin
- Een boerenwoning af Jan Wijnants.
- Landskab med en vej
- Parabel om den gode samaritaner
- Landskab med jæger
- Landskab med to jægere
- Landskab med drikkende ko